# 德國足球乙級聯賽
第二足球联邦联赛（德語：2. Fußball-Bundesliga）通常称为德国足球乙级联赛或德乙，是德國足球聯賽系統的第 2 級別，它在德国足球联赛系统中的地位低于德甲联赛但高于德丙联赛。所有德乙的当季参赛球队都可自动入围每年一度的德国足协杯。自成立以来，共有125支球队参加过德乙联赛。纽伦堡及弗赖堡是联赛最为成功的两支球队，分别4次夺得冠军。其中前者还保持着8次从德乙升级至德甲的最佳纪录。
在2014–15赛季，德乙平均每场比赛的观众人数达到 17,667 人，排名仅落后于英格兰足球冠军联赛，成为全球第二受关注的次级足球联赛。

## 赛制
德乙联赛的赛制几经变更。最初它被划分为德乙联赛北区和德乙联赛南区。各自赛区的头名直接升入德甲联赛，而两个赛区的亚军则进行主客场制比赛（如必要还可增设第三场附加赛）决出第三个升级名额。这种模式一直保留至1980-81赛季。自那时起，除了因两德统一造成的短暂中断外（1991-92赛季有各种特殊安排），德乙联赛一直采取单轨制。其冠军和亚军可以直接升级，第三名也具备升级机会，但需要与德甲排名倒数第三的球队进行两场升、降级附加赛。为了保证计划的安全性，在1992-93赛季至2007-08赛季期间，德乙第三名也可以直接升级。自2008-09赛季起则恢复为在1981年至1991年间采用的旧升级模式，即两队确保升级和第三名参加附加赛。
从德乙联赛降级的球队数量也是多变的，因为参赛球队的数量并不总是相同。在2008年以前通常是设4个降级名额。其中的例外情况包括在1980-81赛季，为了将德乙联赛合并为单轨制；以及在1991-92赛季，由于两德统一而恢复的双轨制。自德丙联赛在2008年成立以来，在积分榜排名最末的两支球队会直接降级，而排名倒数第三的球队则需要与德丙排名第三的球队进行两场附加赛来确定保级或是升/降级。
德乙联赛的所有参赛者，包括前一赛季的升班马均可获得德国足协杯的参赛资格。

## 球队
除了拜仁慕尼黑之外，德国所有的大型俱乐部都曾在德乙联赛度过一个或多个赛季。这些球队与达数十年长的组织如福尔图娜科隆、阿勒曼尼亚亚琛和斯图加特踢球者相比，都对联赛产生了深远影响。包括、奥拉夫·托恩以及其它许多后来的德国国脚在内的著名球员都是从德乙联赛开始崭露头角。
德国最高级别联赛与德乙联赛顶尖球队之间的水平差异与早年相比已大为缩小，从德乙升级的球队往往立即能在德甲中有良好表现，尽管他们的主要目标是避免降级。
相较于成形年代，观众的反响呈日益上升的趋势——在2012–13赛季，共有 528 萬观众（平均每场 17,240 人）到现场观看德乙联赛，而来自电视转播和赞助商的收入增加则为大多数德乙球队提供了坚实的经济基础。

### 參賽球隊
2025–26年德國足球乙級聯賽參賽隊伍共有 18 支。
| 中文名稱     | 英文名稱               | 所在城市        | 上季成績       |
| ------------ | ---------------------- | --------------- | -------------- |
| 基爾         | Holstein Kiel          | 基爾            | 德甲，第 17 位 |
| 波琴         | VfL Bochum             | 波鴻            | 德甲，第 18 位 |
| 艾華斯堡     | SV Elversberg          | 施皮森-艾華斯堡 | 第 3 位        |
| 柏達邦       | SC Paderborn 07        | 帕德博恩        | 第 4 位        |
| 馬格德堡     | 1. FC Magdeburg        | 馬格德堡        | 第 5 位        |
| 杜塞爾多夫   | Fortuna Düsseldorf     | 杜塞爾多夫      | 第 6 位        |
| 凱沙羅頓     | 1. FC Kaiserslautern   | 凱沙羅頓        | 第 7 位        |
| 卡爾斯魯厄   | Karlsruher SC          | 卡爾斯魯厄      | 第 8 位        |
| 漢諾威       | Hannover 96            | 漢諾威          | 第 9 位        |
| 紐倫堡       | 1. FC Nürnberg         | 紐倫堡          | 第 10 位       |
| 哈化柏林     | Hertha BSC             | 柏林            | 第 11 位       |
| 達斯泰特     | SV Darmstadt 98        | 達姆施塔特      | 第 12 位       |
| 格雷特霍夫   | SpVgg Greuther Fürth   | 菲爾特          | 第 13 位       |
| 史浩克04     | FC Schalke 04          | 蓋爾森基興      | 第 14 位       |
| 普斯辛蒙斯達 | SC Preußen Münster     | 明斯特          | 第 15 位       |
| 布倫瑞克     | Eintracht Braunschweig | 不倫瑞克        | 第 16 位       |
| 比勒費爾德   | Arminia Bielefeld      | 比勒費爾德      | 德丙，第 1 位  |
| 特雷斯登     | Dynamo Dresden         | 特雷斯登        | 德丙，第 2 位  |

## 歷史

### 既往史
随着德甲联赛在1963年引入，使得五个地区联赛（南部、西南、西部、北部及柏林）同时成为联邦德国的第二级别联赛，其各自的前两名球队在赛季末会分成两个小组进行季后赛，以争夺两个升入德甲的名额。然而在从前高级联赛过渡到新设立的德甲和地区联赛的过程中，德甲的下级赛事都出现了难以解决的竞赛和经济问题，并且从德甲降级的球队总是很容易便发生经济破产。
这种情况也共同导致了1971年的德甲丑闻，由于在积分制的保级战比赛被操纵，使红白奥伯豪森和比勒費爾德得以成功留在德甲。丑闻的结果导致德国足协联邦议院于1973年6月30日在法蘭克福决定，自1974–75赛季起增设一项设有北、南两个赛区的乙级联赛，籍此弥补职业与业余足球之间的差距。
各支球队将根据一项复杂的计分系统来获得新设联赛的参赛资格。起决定效力的不仅是过去五个赛季的排名，它还包括经济和结构条件。而在五年期的计分标准中，前两个赛季的表现计单倍分，中间两个赛季计双倍分以及最后一个赛季计三倍分。在分数相同的情况下，则以过去最后一个赛季为准。
然而德国足协在此方案下忽略的是，10支参与年度升级季后赛的地区联赛球队并不能通过其1973–74赛季的排名来直接获得新德乙联赛的资格。一个例外是萨尔布吕肯，球队在附加赛落败后尽管不符合规则要求，但还是被纳入德乙联赛南区，并占用同样来自西南地区联赛的阿尔森伯恩的名额。阿尔森伯恩作为由执教的“乡村球队”，曾三度折戟升级季后赛并显然更胜任新的联赛。但德国足协裁定，阿尔森伯恩不具备参加德乙联赛的条件，它也不会在可预见的将来实现并需要降级至第三级别的西南业余联赛——尽管球队依靠特别许可证三度入围季后赛甚至具备在顶级赛事作赛的水平（当然不是在阿尔森伯恩，而是可将主场设于凯泽斯劳滕或路德维希港）。

### 双轨制德乙（1974–1981年）
1974年，德乙联赛正式作为德甲联赛的“下议院”成立。40支球队被分为两个赛区（北区及南区），首次共同争夺足球上议院的升级资格。赛制规定，每个赛区的冠军可直接升入德甲，而两个亚军则进行主客场制附加赛决出第三个升级名额。在德甲排名最末的3支球队需要降级，并根据各自的区域性归属被编入德乙北区或是德乙南区。由于在这种方式下各自赛区内部的升、降级数量并不能总是保持均衡，使得一个赛区在某些赛季的球队规模会达到21甚至22支。
1974年8月2日，首个赛季的德乙开场哨在周五夜间吹响，对阵双方是萨尔布吕肯和達斯泰特。首个入球由萨尔布吕肯球员尼古劳斯·泽姆利奇在第18分钟射入。而1比0也是这场揭幕战的最终赛果。新联赛的首个积分榜首位置分别由福尔图娜科隆（北区）和海尔布隆（南区）占据。
新成立的德乙联赛赢得了比以往地区联赛更多的关注度。吸引越来越多观众前往体育场观战的因素不仅是因为德乙球队水平的提高，还因为人们很快便能在联赛中找到一些伟大教练的名字。其中前和睦不伦瑞克的冠军主教练赫尔穆特·约翰森接受了萨尔球队勒希林弗尔克林根的邀请，汉斯·蒂尔科夫斯基受聘于紐倫堡，马克斯·默克尔执教慕尼黑1860和奥托·克内夫勒执教多特蒙德。新联赛的明星球员则包括奥格斯堡的赫尔穆特·哈勒尔、施韦因富特05的洛塔尔·埃梅里希、纽伦堡的汉斯·瓦里察以及阿勒曼尼亚亚琛的克劳斯-迪特尔·西洛夫。此外，阿根廷人卡洛斯·巴宾顿（瓦滕沙伊德09）和海地门将亨利·弗朗西隆（慕尼黑1860）也是参加了1974年世界杯足球赛的两位明星。

### 单轨制德乙（1981–1991年）
1981年，规模为20支球队的单轨制德乙联赛成立。针对新赛制的准入资格，德国足协再度采用一项复杂的统计体系。首先，俱乐部必须满足技术性的资格标准。这其中规定体育场至少可容纳15,000名观众以及必须在指定期限内配备泛光灯设施。如果这些前提条件得到满足，则开始统计竞赛性的条件。北区和南区各自的前四名球队以及从德甲降级的球队自动符合资格。其它参赛者则通过一个所谓的“名次计算（Platzziffer）”来确定。这是根据最近三年的积分榜排名进行计算。在名次计算中分值越低，则球队的处境越好。1977–78赛季的积分榜名次计单倍分，1979–80赛季计双倍分以及1980–81赛季计三倍分。球队参加了德甲的年份会被标记为0分。对于参加高级联赛的年份，在那里升级失败的计20分，成功升级的则计16分。
在单轨制的德乙自1981–82赛季生效后，赛季末排名靠前的两支球队可以直接升入德甲，而第三名则需要与德甲倒数第三名进行两场所谓的升、降级附加赛，以决出升级或继续留在德甲的资格。

### 两德统一后（1991–1996年）
自1991年起，由于来自德国东北足球协会球队（即原民主德国球队）的加入，联赛必须扩军。在1991–92赛季，德乙首先接纳了6支东北足协球队，使得参赛球队的数量达到24支。为了维持比赛轮次的数量，当局重启了分区制度，并在两个赛区中各设12支球队。虽然这一赛季降入高级联赛的名额增加至5个并且从高级联赛升级的名额只有3个，但也有4支球队从德甲降级以及仅2支球队升至德甲，使得德乙在接下来的赛季运作中继续拥有24支球队。
根据各俱乐部的要求，联赛将重返单轨制，因此使得1992–93赛季成为了一个庞大的赛季，共设有46轮比赛。在赛季末有多达7支球队从德乙降级，并有3支球队从高级联赛升级，所以在1993–94赛季的参赛球队数量缩减为20支。直到接下来的1994–95赛季，德乙联赛的规模才回落至如今仍然生效的18支球队。

### 观众热潮（自1996年起）

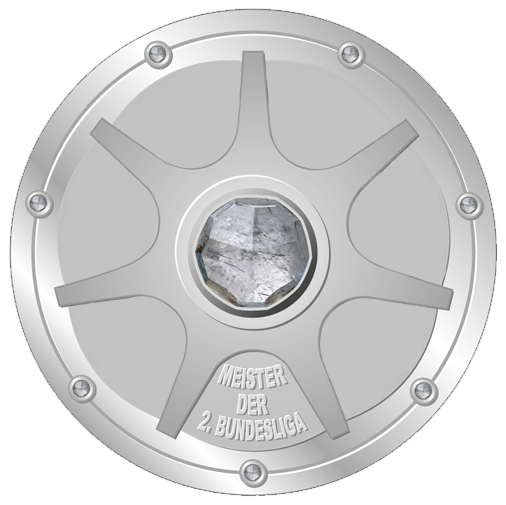
德乙冠军银盘

随着一些传统球队的降级，例如法蘭克福、凱沙羅頓（均在1996年首度降级）、科隆（1998年首度）或慕遜加柏（1999年首度）等球队为德乙联赛带来了巨大的观众热潮。这一影响通过体育场提高容量和质量改造而得到强化。同时，联赛在每场比赛的平均观众人数已超过17,000人（2012–13赛季）。在1996–97赛季，共有75,000名观众进入柏林奥林匹克体育场观看了哈化柏林对阵凯泽斯劳滕的比赛。在2010–11赛季，同一比赛地点随着额外增设的看台的落成，使得柏林赫塔对阵奥格斯堡的比赛中迎来创德乙历史纪录的77,116名观众。
通过对比赛进行现场直播（包括由德国体育一台定期直播的周一比赛），观众对德乙联赛的关注得到加强。
在2004–05赛季，作为2005年德国赌球丑闻的一部分，有多场德乙及地区联赛的比赛受到了时任足球裁判罗伯特·霍伊泽的操控。因此，由艾伦对阵瓦克尔布格豪森的德乙比赛需要在2005年4月27日进行重赛。
自2008–09赛季起，单季冠军都可获得自己的奖盘。在创作时，德国足球职业联盟负责人汤姆·本德表示：“冠军银盘是德甲体育竞赛的最重要象征。而对于德乙冠军拥有自身的奖盘，我们认为对于这些特殊的表现都是值得的”。冠军奖盘由纯银打造，重达8.5千克。其直径为半米并获投保3万欧元。弗賴堡作为2008–09赛季的冠军，获准在2009年5月24日成为首个捧起该奖盘的球队。为了对自1981–82赛季采用单轨制以来的所有德乙冠军表示纪念，它们的名字都会被刻在银盘上。

## 赛季平衡

### 德乙历年升、降级球队
| 赛季    | 升级至德甲联赛                                        | 降级至地区联赛/高级联赛/德丙联赛                                                                                               |
| ------- | ----------------------------------------------------- | --- |
| 1974-75 | 汉诺威96、拜耳乌丁根 (北区) 卡尔斯鲁厄 (南区)         | 奥林匹亚威廉港、红白奥伯豪森、沃尔夫斯堡、巴姆贝克-乌伦霍斯特 (北区) 海尔布隆、普鲁士诺因基兴、沃玛蒂亚沃尔姆斯、曼海姆 (南区) |
| 1975-76 | 柏林普鲁士网球、多特蒙德 (北区) 萨尔布吕肯 (南区)     | 米尔海姆、埃尔肯施维克、DJK居特斯洛、 斯潘道 (北区) 美因茨05、施韦因富特05、和睦巴特克罗伊茨纳赫、罗伊特林根05 (南区)          |
| 1976-77 | 圣保利 (北区) 斯图加特、慕尼黑1860 (南区)             | 波恩、哥廷根05、柏林勇敢、沃尔夫斯堡 (北区) 勒希林弗尔克林根、雅恩雷根斯堡、施文宁根07 (南区)                                  |
| 1977-78 | 阿米尼亚比勒费尔德 (北区) 达姆施塔特98、纽伦堡 (南区) | 博霍尔特、不来梅哈芬奥林匹克、黑白埃森 (北区) 拜仁霍夫、比尔斯塔特1910、维尔茨堡踢球者、皮尔马森斯 (南区)                      |
| 1978-79 | 勒沃库森、拜耳乌丁根 (北区) 慕尼黑1860 (南区)         | 威斯特法伦黑尔讷、圣保利、柏林勇敢 (北区) 哈瑙93、奥格斯堡、包纳塔尔、普鲁士诺因基兴 (南区)                                    |
| 1979-80 | 阿米尼亚比勒费尔德 (北区) 纽伦堡、卡尔斯鲁厄 (南区)   | 万讷-埃克尔、不来梅哈芬奥林匹克、阿米尼亚汉诺威、伍珀塔尔 (北区) 因戈尔施塔特1881、勒希林弗尔克林根、维尔茨堡04 (南区)         |
| 1980-81 | 云达不来梅、和睦不伦瑞克 (北区) 达姆施塔特98 (南区)   | 由于南、北两个赛区合并，该赛季共有22支球队降级。有关完整列表请参阅此处。                                                       |
| 1981-82 | 沙尔克04、柏林赫塔                                    | 慕尼黑1860、沃玛蒂亚沃尔姆斯、弗赖堡FC、拜罗伊特                                                                               |
| 1982-83 | 瓦德霍夫曼海姆、奥芬巴赫踢球者、拜耳乌丁根            | 奥格斯堡、格罗伊特菲尔特、FSV法兰克福、诺伊豪斯宫                                                                              |
| 1983-84 | 卡尔斯鲁厄、沙尔克04                                  | 红白埃森、夏洛滕堡、奥斯纳布吕克、吕特灵豪森                                                                                   |
| 1984-85 | 纽伦堡、汉诺威96、萨尔布吕肯                          | 圣保利、比尔斯塔特1910、奥芬巴赫踢球者、乌尔姆1846                                                                             |
| 1985-86 | 洪堡08、蓝白柏林                                      | 柏林赫塔、拜罗伊特、柏林普鲁士网球、杜伊斯堡                                                                                   |
| 1986-87 | 汉诺威96、卡尔斯鲁厄                                  | 和睦不伦瑞克、维多利亚阿沙芬堡、黑森卡塞尔、萨尔姆罗尔                                                                         |
| 1987-88 | 斯图加特踢球者、圣保利                                | 红白奥伯豪森、雷姆沙伊德08、乌尔姆1846、阿米尼亚比勒费尔德                                                                     |
| 1988-89 | 福尔图娜杜塞尔多夫、洪堡08                            | 奥芬巴赫踢球者、维多利亚阿沙芬堡、美因茨05、索林根联盟                                                                         |
| 1989-90 | 柏林赫塔、瓦滕沙伊德09                                | 黑森卡塞尔、拜罗伊特、阿勒曼尼亚亚琛、翁特哈兴                                                                                 |
| 1990-91 | 沙尔克04、杜伊斯堡、斯图加特踢球者                    | 红白埃森、普鲁士明斯特、哈费尔瑟、施韦因富特05                                                                                 |
| 1991-92 | 拜耳乌丁根 (北区) 萨尔布吕肯 (南区)                   | 蓝白柏林、勃兰登堡钢铁 (北区) 慕尼黑1860、哈勒、红白埃尔福特 (南区)                                                            |
| 1992-93 | 弗赖堡、杜伊斯堡、莱比锡                              | 翁特哈兴、和睦不伦瑞克、奥斯纳布吕克、福尔图娜杜塞尔多夫、奥尔登堡、达姆施塔特98、雷姆沙伊德                                   |
| 1993-94 | 波鸿、拜耳乌丁根、慕尼黑1860                          | 斯图加特踢球者、卡尔蔡司耶拿、伍珀塔尔、红白埃森、柏林普鲁士网球                                                               |
| 1994-95 | 汉莎罗斯托克、圣保利、福尔图娜杜塞尔多夫              | 萨尔布吕肯、洪堡08、FSV法兰克福                                                                                                |
| 1995-96 | 波鸿、阿米尼亚比勒费尔德、杜伊斯堡                    | 开姆尼茨、汉诺威96、纽伦堡、瓦滕沙伊德09                                                                                       |
| 1996-97 | 凯泽斯劳滕、沃尔夫斯堡、柏林赫塔                      | 瓦德霍夫曼海姆、吕贝克、红白埃森、奥尔登堡                                                                                     |
| 1997-98 | 法兰克福、弗赖堡、纽伦堡                              | 莱比锡、卡尔蔡司耶拿、茨维考、梅彭                                                                                             |
| 1998-99 | 阿米尼亚比勒费尔德、翁特哈兴、乌尔姆1846              | 居特斯洛、拜耳乌丁根、瓦滕沙伊德09, 福尔图娜杜塞尔多夫                                                                         |
| 1999-00 | 科隆、波鸿、科特布斯能源                              | 柏林普鲁士网球、福尔图娜科隆、奥芬巴赫踢球者、卡尔斯鲁厄                                                                       |
| 2000-01 | 纽伦堡、门兴格拉德巴赫、圣保利                        | 奥斯纳布吕克、乌尔姆1846、斯图加特踢球者、开姆尼茨                                                                             |
| 2001-02 | 汉诺威96、阿米尼亚比勒费尔德、波鸿                    | 翁特哈兴、萨尔布吕肯、施韦因富特05、巴贝尔斯贝格03                                                                             |
| 2002-03 | 弗赖堡、科隆、法兰克福                                | 和睦不伦瑞克、罗伊特林根05、圣保利、瓦德霍夫曼海姆                                                                             |
| 2003-04 | 纽伦堡、阿米尼亚比勒费尔德、美因茨05                  | 吕贝克、雅恩雷根斯堡、柏林联盟、奥斯纳布吕克                                                                                   |
| 2004-05 | 科隆、杜伊斯堡、法兰克福                              | 和睦特里尔、红白奥伯豪森、红白埃森、红白埃尔福特                                                                               |
| 2005-06 | 波鸿、阿勒曼尼亚亚琛、科特布斯能源                    | 德累斯顿迪纳摩、萨尔布吕肯、艾伦、锡根体育之友                                                                                 |
| 2006-07 | 卡尔斯鲁厄、汉莎罗斯托克、杜伊斯堡                    | 红白埃森、翁特哈兴、瓦克尔布格豪森、和睦不伦瑞克                                                                               |
| 2007-08 | 门兴格拉德巴赫、霍芬海姆1899、科隆                    | 奥芬巴赫踢球者、厄尔士山奥厄、帕德博恩07、卡尔蔡司耶拿                                                                         |
| 2008-09 | 弗赖堡、美因茨05、纽伦堡                              | 奥斯纳布吕克、因戈尔施塔特04、韦恩威斯巴登                                                                                     |
| 2009-10 | 凯泽斯劳滕、圣保利                                    | 汉莎罗斯托克、科布伦茨、红白艾伦                                                                                               |
| 2010-11 | 柏林赫塔、奥格斯堡                                    | 奥斯纳布吕克、红白奥伯豪森、阿米尼亚比勒费尔德                                                                                 |
| 2011-12 | 格罗伊特菲尔特、法兰克福、福尔图娜杜塞尔多夫          | 汉莎罗斯托克、阿勒曼尼亚亚琛、卡尔斯鲁厄                                                                                       |
| 2012-13 | 柏林赫塔, 和睦不伦瑞克                                | 杜伊斯堡、雅恩雷根斯堡 |
| 2013-14 | 科隆、帕德博恩07                                      | 科特布斯能源、德累斯顿迪纳摩、阿米尼亚比勒费尔德                                                                               |
| 2014-15 | 因戈尔施塔特04、达姆施塔特98                          | 阿伦、厄尔士山奥厄 |
| 2015-16 | 弗赖堡、RB莱比锡                                      | 帕德博恩07、FSV法兰克福、杜伊斯堡                                                                                              |
| 2016-17 | 斯图加特、汉诺威96                                    | 卡尔斯鲁厄、维尔茨堡踢球者、慕尼黑1860                                                                                         |
| 2017-18 | 福尔图娜杜塞尔多夫、纽伦堡                            | 凯泽斯劳滕、和睦不伦瑞克 |
| 2018-19 | 科隆、帕德博恩07、柏林联盟                            | 马格德堡、杜伊斯堡、因戈尔施塔特04                                                                                             |
| 2019-20 | 阿米尼亚比勒费尔德、斯图加特                          | 韦恩威斯巴登、德累斯顿迪纳摩                                                                                                   |
| 2020-21 | 波鸿、格罗伊特菲尔特                                  | 和睦不伦瑞克、维尔茨堡踢球者、奥斯纳布吕克                                                                                     |
| 2021–22 | 沙尔克04、云达不来梅                                  | 德累斯顿迪纳摩、厄尔士山奥厄、因戈尔施塔特04                                                                                   |
| 2022–23 | 海登咸、达姆施塔特98                                  | 阿米尼亚比勒费尔德、雅恩雷根斯堡、桑德豪森                                                                                     |
| 2023–24 | 聖保利、荷尔斯泰因基尔                                | 汉莎罗斯托克、奥斯纳布吕克、韦恩威斯巴登                                                                                       |

### 历年升入德乙的球队
从1974年至1994年，升级球队是通过参加季后赛决出。之后至2008年，每季从地区联赛会升入4支球队。自2009年起，会有2支球队直接从德丙联赛升级，最后一个参赛名额则由德丙联赛的第三名与德乙联赛的倒数第三名参加附加赛来确定。
- 1975 (北区)：勒沃库森、索林根联盟（德语：SG Union Solingen）、威斯特法伦黑尔讷（德语：Westfalia Herne）、斯潘道

(南区)：FSV法兰克福、雅恩雷根斯堡、和睦巴特克罗伊茨纳赫、罗伊特林根05
- 1976 (北区)：波恩、黑尔福德（德语：SC Herford）、沃尔夫斯堡、阿米尼亚汉诺威（德语：SV Arminia Hannover）

(南区)：包纳塔尔、维尔茨堡04、和睦特里尔、施文宁根07
- 1977 (北区)：博霍尔特（德语：1. FC Bocholt）、红白吕登沙伊德（德语：Rot-Weiß Lüdenscheid）、不来梅哈芬93（德语：Bremerhaven 93）

(南区)：比尔斯塔特1910、维尔茨堡踢球者、沃玛蒂亚沃尔姆斯、弗赖堡FC
- 1978 (北区)：维多利亚科隆、万讷-埃克尔（德语：DSC Wanne-Eickel）、荷尔斯泰因基尔、柏林勇敢（德语：Wacker 04 Berlin）

(南区)：哈瑙93、因戈尔施塔特1881、普鲁士诺因基兴、弗赖堡
- 1979 (北区)：红白奥伯豪森、黑尔福德（德语：SC Herford）、汉诺威奥斯塔特（德语：OSV Hannover）、不来梅哈芬奥林匹克（德语：OSC Bremerhaven）

(南区)：比尔斯塔特1910、因戈尔施塔特-灵希、勒希林弗尔克林根、乌尔姆1846
- 1980 (北区)：博霍尔特（德语：1. FC Bocholt）、埃尔肯施维克（德语：SpVgg Erkenschwick）、奥尔登堡、哥廷根05（德语：1. SC Göttingen 05）

(南区)：黑森卡塞尔、奥格斯堡、普鲁士诺因基兴、埃平根
- 1981：由于两个赛区合并，故1981年不设升级名额
- 1982：FSV法兰克福、奥格斯堡、吕特灵豪森（德语：FC Remscheid）、诺伊豪斯宫（德语：TuS Schloß Neuhaus）
- 1983：红白奥伯豪森、夏洛滕堡（德语：SC Charlottenburg）、乌尔姆1846、萨尔布吕肯
- 1984：比尔斯塔特1910（德语：VfR Bürstadt）、洪堡08、圣保利、蓝白柏林
- 1985：奥斯纳布吕克、柏林普鲁士网球、维多利亚阿沙芬堡（德语：Viktoria Aschaffenburg）、拜罗伊特
- 1986：乌尔姆1846、萨尔姆罗尔（德语：FSV Salmrohr）、圣保利、红白埃森
- 1987：奥芬巴赫踢球者、拜罗伊特、梅彭、雷姆沙伊德08（德语：FC Remscheid）
- 1988：和睦不伦瑞克、柏林赫塔、维多利亚阿沙芬堡（德语：Viktoria Aschaffenburg）、美因茨05
- 1989：黑森卡塞尔、翁特哈兴、杜伊斯堡、普鲁士明斯特
- 1990：奥尔登堡、哈费尔瑟（德语：TSV Havelse）、美因茨05、施韦因富特05
- 1991：雷姆沙伊德（德语：FC Remscheid）、慕尼黑1860、勃兰登堡钢铁（德语：BSV Brandenburg）、莱比锡（德语：VfB Leipzig）
- 1992：伍珀塔尔、沃尔夫斯堡、翁特哈兴
- 1993：慕尼黑1860、红白埃森、柏林普鲁士网球
- 1994：福尔图娜杜塞尔多夫、FSV法兰克福、茨维考
- 1995：翁特哈兴、吕贝克、卡尔蔡司耶拿、阿米尼亚比勒费尔德
- 1996：奥尔登堡、红白埃森、居特斯洛、斯图加特踢球者
- 1997：格罗伊特菲尔特、科特布斯能源、瓦滕沙伊德09、纽伦堡
- 1998：乌尔姆1846、红白奥伯豪森、汉诺威96、柏林普鲁士网球
- 1999：瓦德霍夫曼海姆、奥芬巴赫踢球者、开姆尼茨、阿勒曼尼亚亚琛
- 2000：艾伦、罗伊特林根05、萨尔布吕肯、奥斯纳布吕克
- 2001：巴贝尔斯贝格03、柏林联盟、卡尔斯鲁厄、施韦因富特05
- 2002：瓦克尔布格豪森、和睦特里尔、吕贝克、和睦不伦瑞克
- 2003：雅恩雷根斯堡、翁特哈兴、厄尔士山奥厄、奥斯纳布吕克
- 2004：红白埃尔福特、萨尔布吕肯、红白埃森、德累斯顿迪纳摩
- 2005：和睦不伦瑞克、帕德博恩07、奥芬巴赫踢球者、锡根体育之友
- 2006：奥格斯堡、科布伦茨、红白埃森、卡尔蔡司耶拿
- 2007：韦恩威斯巴登、霍芬海姆1899、圣保利、奥斯纳布吕克
- 2008：红白艾伦、红白奥伯豪森、FSV法兰克福、因戈尔施塔特04
- 2009：柏林联盟、福尔图娜杜塞尔多夫、帕德博恩07
- 2010：奥斯纳布吕克、厄尔士山奥厄、因戈尔施塔特04
- 2011：和睦不伦瑞克、汉莎罗斯托克、德累斯顿迪纳摩
- 2012：桑德豪森、阿伦、雅恩雷根斯堡
- 2013：卡尔斯鲁厄、阿米尼亚比勒费尔德
- 2014：海登海姆、RB莱比锡、达姆施塔特98
- 2015：阿米尼亚比勒费尔德、杜伊斯堡
- 2016：德累斯顿迪纳摩、厄尔士山奥厄、维尔茨堡踢球者
- 2017：杜伊斯堡、荷尔斯泰因基尔、雅恩雷根斯堡
- 2018：马格德堡、帕德博恩07
- 2019：奥斯纳布吕克、卡尔斯鲁厄、韦恩威斯巴登
- 2020：和睦不伦瑞克、维尔茨堡踢球者
- 2021：德累斯顿迪纳摩、汉莎罗斯托克、因戈尔施塔特04
- 2022：马格德堡、和睦不伦瑞克、凯泽斯劳滕
- 2023：埃尔沃斯贝格、奥斯纳布吕克、威斯巴登
- 2024：乌尔姆、普鲁士明斯特、雅恩雷根斯堡

## 外部連結
- 德乙联赛的数据档案 （页面存档备份，存于）
- 德乙联赛冠军银盘